# 古惑狼3：扭曲
《古惑狼3：扭曲》是一款由顽皮狗公司制作、索尼電腦娛樂发行的平台类游戏。游戏最初于1998年11月4日在PlayStation上发行。本游戏为古惑狼系列第3作。
《古惑狼2：皮质反击》是一个平台游戏。玩家可以控制Crash和Coco这两个袋狼，游戏目的是获得25颗水晶。
游戏收到多数正面评价。《IGN》给予本游戏9.1/10分的评价。